# Каменногорье
Каменного́рье — посёлок в Каменском районе Ростовской области.
Входит в состав Глубокинского городского поселения. 

## Население
| 2010 |
| ---- |
| 806  |

## Улицы
| - ул. 1 Апреля, - ул. Ветеранов, - ул. Казачья, - ул. Камчатская, - ул. Отрадная, - ул. Победы, - ул. Подгорная, - ул. Полевая, - ул. Профсоюзная, - ул. Спортивная, - ул. Степана Разина, | - ул. Тенистая, - ул. Центральная, - пер. 8 Марта, - пер. Криничный, - пер. Маршала Жукова, - пер. Молодёжный, - пер. Платова, - пер. Северный, - пер. Тихий, - пер. Школьный, - пер. Шолохова. |

## Инфраструктура
В поселке имеется мотодром.
ООО ,,Родная земля,, - аграрный комплекс